# Seebach (Mühlhausen)
Seebach  is een dorp in de Duitse gemeente Mühlhausen in het Unstrut-Hainich-Kreis in Thüringen. Het dorp wordt voor het eerst genoemd in een oorkonde uit 859.
Tot 1994 was Seebach een zelfstandige gemeente. In dat jaar fuseerde het met drie andere gemeenten tot gemeente Weinbergen, die op 1 januari 2019 opging in de gemeente Mühlhausen.